# وليم هوجرت
وليم هوجرت (بالإنجليزية: William Hogarth) (1109-1178هـ/1697-1764م) هو مصور وحفار إنكليزي. نال ثروة وشهرة من أعماله في الحفر، وخاصة تلك المجموعة بعنوان «سيرة العاهرة»، و«سيرة الفاسق»، و«الزواج الحديث» التي أبرزت مقدرته ناقداً لاذعاً. كذلك رسمه لـ«مراحل الوحشية الأربع» هي سلسلة مكونة من أربع لوحات من النقوش المطبوعة، له أيضاً رسومات تعليمية مطبوعة تحض على الإصلاح الاجتماعي، ولم ينل في حياته شهرة، باعتباره مصوراً، بالرغم من أنه قام بأعمال تصويرية ممتازة، منها لوحته «بائعة الأربيان».

## بدايات حياته

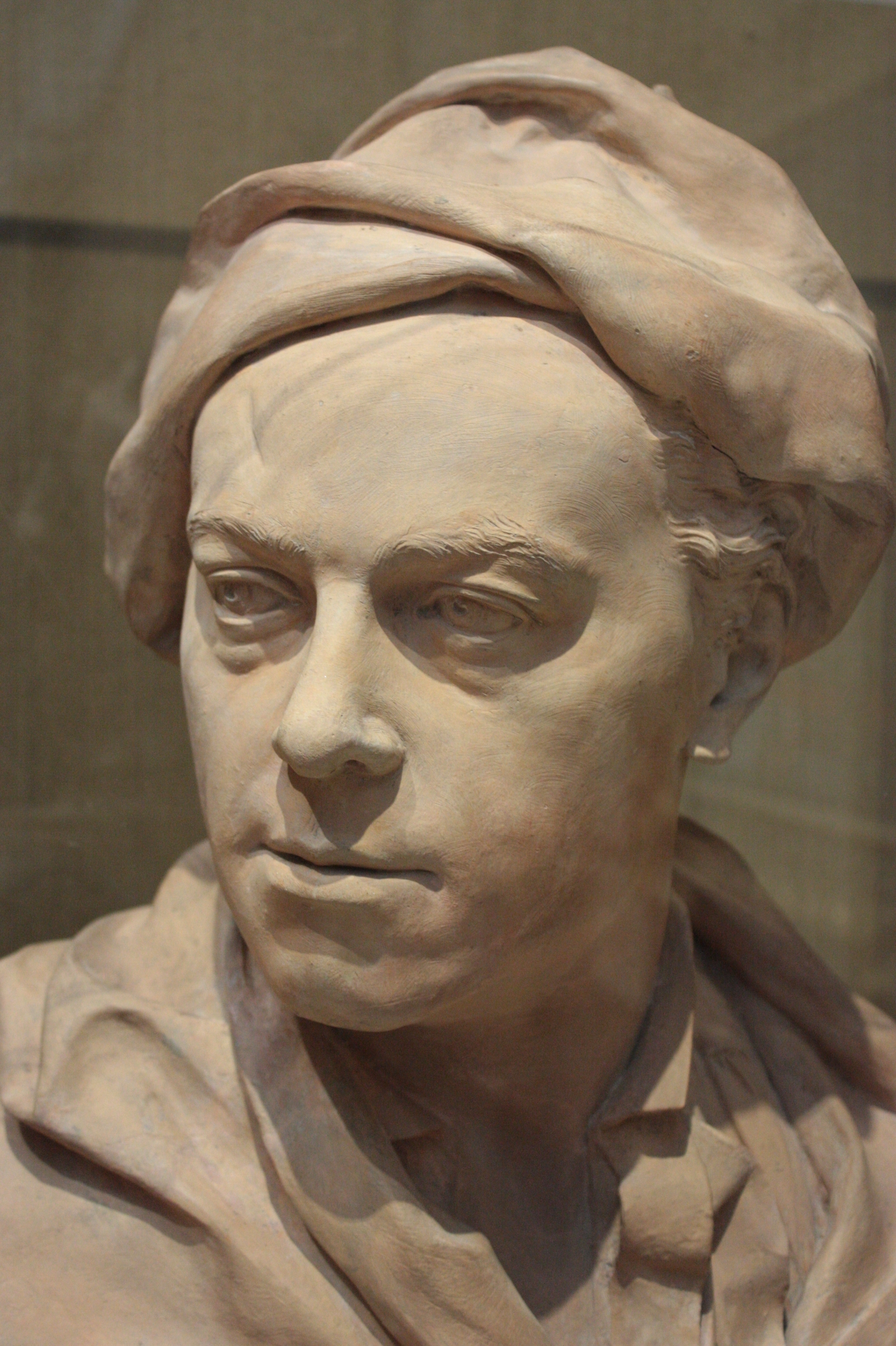
لوحة لويليام هوغارث بريشة روبيلياك، 1741، المعرض الوطني للصور، لندن

وُلد وليم هوجرت في بارثولوميو بالقرب من لندن، وكان والده ريتشارد هوجرت معلماً مدرسياً فقيراً للاتينيًا، وكان اسم أمه آن غيبونز، وقد أُرسل للتمهن في صغره لدى النقاش إيليس غامبل في حقول ليستر، حيث تعلّم نقش بطاقات تجارية ومنتجات مشابهة.
كما اهتم هوجرت الصغير كثيراً بحياة الشارع في العاصمة ومعارض لندن، وسلّى نفسه بتأدية الشخصيات التي رآها، وفي الفترة ذاتها تقريباً، سُجن والده بسبب الدين في سجن فليت لمدة خمس سنوات بعد افتتاحه مقهى فاشل متحدث باللاتينية في سانت جونز غيت، ولم يتحدث هوجرت قط عن سجن والده.
أصبح هوجرت عضواً في نادي الوردة والتاج، مع بيتر تيليمانز، وجورج بيرتيو ومايكل دال، بالإضافة إلى فنانين وخبراء آخرين.

## عمله
بحلول نيسان/ أبريل عام 1720، كان هوجرت نقّاشاً مستقلاً، فنقش في البداية رموزاً على أذرع المعاطف، وفواتير محلات، وصمم لوحات لبائعي الكتب، وفي عام 1727 عيّنه جوشوا موريس، وهو عامل نسيج، ليحضر تصميماً لعنصر الأرض، ولكن سَمع موريس أن هوجرت كان نقاشاً وليس رساماً، فرفض العمل بعد إنهائه نتيجة ذلك، فقاضاه هوجرت مقابل المال في محكمة ويستمينستر، حيث فُصل فيها لصالحه في 28 أيار/ مايو عام 1728، وفي عام 1757 عُيّن هوجرت رساماً للبلاط الملكي.

### أعماله الأولى
تضمنت أعمال هوجرت الهاجية الأولى مطبوعة رمزية عن مخطط البحر الجنوبي (نُشر عام 1724)، وتحدّث عن الانهيار الكارثي لسوق البضائع عام 1720، والمعروف بفقاعة البحر الجنوبي، والذي خسر فيه العديد من الإنكليز أموالاً طائلة، إذ تظهر في الزاوية السفلية اليسرى شخصيات بروتستانتية، وكاثوليكية ويهودية تقامر، بينما توجد في المنتصف آلة ضخمة مثل لعبة دوامة خيل يركبها الناس، وفي الأعلى تظهر عنزة، ويتشتت الناس في أرجاء الصورة على سبيل الفوضى، بينما يُظهر سير الأشخاص بالثياب الحسنة تجاه المركبة في المنتصف غباء الجموع في شراء الأوراق المالية في شركة البحر الجنوبي، والتي أمضت وقتاً طويلاً في إصدار الأوراق المالية أكثر من أي شيء آخر.
تتضمن أعماله الأولى: اليانصيب (عام 1724)، لغز الماسونية يكشفه الجورجامونيون (1724)، رؤية عادلة للمسرح البريطاني (1724)، بالإضافة إلى بعض رسومات الكتب، والطبعة الصغيرة حفلات تنكرية وأوبرا (1724)، وتسخر الأخيرة من الحماقات المعاصرة، مثل الحفلات التنكرية لمدير الحفلات السويسري جون جيمس هيديجر، ومغنّو الأوبرا الإيطاليون المشهورون، وتمثيلات جون ريتش الإيمائية في لينكولين إن فيلدز، والشهرة المبالغ بها للمعماري والرسام وليم كينت وتابع هذا الموضوع في عام 1727 بإنتاجه تذكرة الحفلة التنكرية الضخمة، وفي عام 1726 حضّر هوجرت 12 منقوشة ضخمة توضح قصيدة هيوديبراس لسمايوبل باتلر.
وجّه هوجرت انتباهه في السنوات التالية لرسم لوحات بورتريهات صغيرة لمحادثات (مجموعة من بورتريهات زيتية بالطول الكامل يترواح ارتفاعها بين 12 إلى 15 إنشاً (300 إلى 380 مم))، ومن بين لوحاته الزيتية بين عامي 1728 و1732: عائلة فونتان، والتجمع في بيت وانستيد، ومجلس العموم يتفحص بامبريدج، والعديد من صور الممثلين الرئيسيين في أوبرا بيغار الشهيرة لجون غاي، ومن بين مواضيعه الواقعية كانت سارة مالكوم، التي رسمها قبل يومين من إعدامها.
تتضمن روائع هوجرت في تلك الفترة توصيف أداء هاوٍ لأطفال الإمبراطور الهندي، غزو المكسيك لجون درايدن (1732 - 1735) في منزل جون كوندويت، سيّد صك العملة، في شارع سانت جورج في ساحة هانوفر.
وتتضمن أعمال هوجرت الأخرى في سبعينيات القرن الثامن عشر محادثة حديثة منتصف الليل (1733)، ومعرض ساوثوارك (1733)، المجمع النائم (1736)، شركة المتعهدين (1736)، شاعر ديستريست (1736)، أوقات اليوم الأربعة (1738)، الممثلات المتنقلات يرتدين ملابسهن في حظيرة (1738)، وربما طبع أيضاً بوابة برلينغتون (1731)، محفّزاً بالرسالة الإنجيلية للأب أليكساندر اللورد برلينغتون، ولكن السلطات الحديثة، مثل رونالد بولسون، لم تعد تنسبها إلى هوجرت.

### غرس الأخلاق في الفن

#### سيرة العاهرة وسيرة الفاسق
أكمل هوجرت عام 1731 أولى سلاسل أعماله الأخلاقية، وهي مجموعة أعمال أدت إلى اعتراف كبير به، وعُنونت تشكيلة ست مشاهد بـ سيرة العاهرة، وظهرت بداية كلوحات (مفقودة الآن) قبل نشرها كمنقوشات، وتصف سيرة العاهرة مصير فتاة قروية تبدأ بممارسة البغي -المشاهد الستة مرتبة زمنياًـ بدءاً بمقابلة مومس وانتهاءً بجنازة تتبع موت الشخصية جراء موت تناسلي.
لاقت السلسلة الافتتاحية نجاحاً مباشراً، وتبعتها التتمة سيرة الفاسق في الفترة بين 1733 و1735، وتألفت الدفعة الثانية من ثماني صور وصفت الحياة الطائشة لتوم ريكويل، ابن تاجر غني، أنفق كل أمواله على حياة مرفهة، وخدمات بائعات الهوى والمقامرة، وتنتهي حياة الشخصية أخيراً في مشفى بيت لحم الملكي، علماً أن اللوحات الأصلية لـسيرة العاهرة دُمّرت في حريق في منزل فونتهيل عام 1755، بينما تُعرض اللوحات الزيتية لـ سيرة الفاسق (1733-1734) في صالة المعرض في متحف سير جون سوان في لندن، المملكة المتحدة.
عندما أدّى نجاح سيرة العاهرة وسيرة الفاسق إلى العديد من النسخ المقرصنة من قبل بائعي اللوحات عديمي الضمير، ضغط هوجرت في البرلمان للحصول على سيطرة قانونية أكبر على إعادة إنتاج أعماله وأعمال الفنانين الآخرين، ما أدّى لسنّ مادة حقوق ملكية النقاشين (تُسمى بمادة هوجرت)، والتي أصبحت قانوناً في 25 حزيران/ يونيو 1735، وكان قانون حقوق الملكية الأول من نوعه الذي يتعامل مع الأعمال البصرية، علاوةً على كونه أول ما يعترف بالحقوق المشروعة للأفراد الفنانين.

#### زواج مواكب للموضة
بين عامي 1743 - 1745 رسم هوجرت ست صور لزواج مواكب للموضة (المعرض الوطني في لندن)، كانت عبارة عن انتقادات حادة لمجتمع الطبقة العليا في القرن الثامن عشر، ويُظهر هذا الإنذار الأخلاقي المأساة البائسة لزواج سيئ التدبير من أجل المال، ويَعتبر الكثير هذا العمل أفضل مشاريعه، وقد يكون أحد سلاسل قصصه الأفضل تخطيطاً.
كانت أخلاقيات الزواج موضوع العديد من الجدالات في بريطانيا القرن الثامن عشر، وجرى انتقاد زيجات المصلحة الكثيرة وما يصاحبها من تعاسة بشكل خاص، مع تبني العديد من المؤلفين منظور أن الحب يُعتبر أساساً أسلم للزواج، وهنا طبع هوجرت قطعة هاجية (والهجاء نمط يحمل في تعريفه فكرة يسعى لإيصالها) عن الزواج التقليدي ضمن الطبقة العليا لدى الإنكليز، وقد نُقشت جميع اللوحات وتلقّت السلسة انتشاراً واسعاً على هيئة مطبوعة.

## روابط خارجية
- وليم هوجرت على موقع الموسوعة البريطانية (الإنجليزية)
- وليم هوجرت على موقع مونزينجر (الألمانية)
- وليم هوجرت على موقع ميوزك برينز (الإنجليزية)
- وليم هوجرت على موقع إن إن دي بي (الإنجليزية)
- وليم هوجرت على موقع ديسكوغز (الإنجليزية)